# Carpathonesticus galotshkai
Carpathonesticus galotshkai är en spindelart som beskrevs av Evtushenko 1993. Carpathonesticus galotshkai ingår i släktet Carpathonesticus och familjen grottspindlar.
Artens utbredningsområde är Ukraina. Inga underarter finns listade.